# John Perry
John Richard Perry (Lincoln, 16 gennaio 1943) è un filosofo statunitense.
Attualmente Henry Waldgrave Stuart Professor di Filosofia alla Stanford University. Ha dato contributi significativi ad aree della filosofia incluso la logica, filosofia del linguaggio, metafisica, e filosofia della mente. È conosciuto principalmente per il suo lavoro sulle situazioni semantiche (assieme a Jon Barwise), riflessività, sugli indicali, e sull'autocoscienza.

## Vita
Conseguì il bachelor in filosofia al Doane College nel 1964 e il Ph.D. in filosofia alla Cornell University nel 1968. Ottenne il Premio Jean Nicod nel 1999.
Perry è attualmente professore di filosofia alla Stanford University. Nel 2005 assieme a Kenneth Taylor fu ospite di Philosophy Talk, un programma radio che "pone domande su tutto... tranne la vostra intelligenza". Fa anche parte del centro per gli studi del linguaggio e l'informazione (CSLI), un centro di ricerche indipendente fondato nel 1983. 

## Pensiero
Perry ha contribuito a molte aree della filosofia, incluso la logica, la filosofia del linguaggio, la metafisica, e la filosofia della mente. Tuttavia, Perry ha scritto anche lavori non tecnici per un pubblico più ampio, come il divertente saggio on line del 1995, "Structured Procrastination"., confluito in un libro nel 2012 (The Art of Procrastination. A Guide to Effective Dawdling, Lollygagging and Postponing), tradotto in italiano nel 2013, per Sperling & Kupfer, con il titolo infelice di "La nobile arte del cazzeggio". 
Il libro di Perry A Dialogue on Personal Identity and Immortality del 1978, tratta dei problemi standard nella teoria dell'identità personale nella forma del dialogo tra una professoressa universitaria malata terminale, Gretchen Weirob, e due suoi amici, Sam Miller e Dave Cohen. Le posizioni rappresentate includono quelle di Bernard Williams, John Locke, e Derek Parfit. Lo stile letterario di associare le varie posizioni filosofiche con i personaggi in un dialogo richiama l'opera di David Hume Dialogues Concerning Natural Religion.
Nella logica, Perry e Jon Barwise sono conosciuti per la discussione del slingshot argument, specialmente nel loro articolo del 1981 "Semantic Innocence and Uncompromising Situations".
Nel suo libro Knowledge, Possibility and Consciousness, del 2001 Perry argomenta per quello che chiama "fisicalismo antecedente", il quale rappresenta una forma di fisicalismo basata sul senso comune. Perry riconosce il carattere soggettivo dell'esperienza, ma ritiene plausibile e ragionevole aggiungere a questo punto di vista il cosiddetto "antecedente" che sia vera una forma di fisicalismo. Così, Perry difende una versione del fisicalismo dei tipi ("Type physicalism") contro i tre maggiori argomenti a favore del dualismo: l'argomento zombie, l'argomento conoscitivo, e l'argomento modale.

### Libri (in lingua inglese)
- (1978) A Dialogue on Personal Identity and Immortality. Indianapolis: Hackett Publishing Company.
- (1983) Situations and Attitudes (with Jon Barwise). Cambridge, MA: Bradford Books/MIT Press. (Reprinted with a new introduction by CSLI Publications, 1999.)
- (1993) The Problem of the Essential Indexical and Other Essays. New York: Oxford University Press. (Enlarged edition, Stanford: CSLI Publications, 2000.)
- (1999) Dialogue on Good, Evil and the Existence of God. Cambridge/Indianapolis: Hackett Publishing Company.
- (2001) Knowledge, Possibility and Consciousness. Cambridge, MA.: Bradford-MIT.
- (2001) Reference and Reflexivity. Stanford: CSLI Publications.
- (2002) Identity, Personal Identity and the Self, Selected Essays. Indianapolis: Hackett Publishing.
- (2012) Reference and Reflexivity. 2nd Edition. Stanford: CSLI Publications.

### Titoli disponibili in italiano
- La nobile arte del cazzeggio. Un programma geniale per risolvere tutto rimandando all'infinito, Sperling & Kupfer, 2012 ISBN 978-88-200-5362-8.

### Articoli (in lingua inglese)
- (1972) "Can The Self Divide?". Journal of Philosophy, LXIX, no. 16, pp. 463 – 88.
- (1977) "Frege on Demonstratives". The Philosophical Review, Vol. 86, No. 4., pp. 474–497.
- (1979) "The Problem of the Essential Indexical". Noûs 13, no. 1: 3 – 21.
- (1980) "A Problem about Continued Belief". Pacific Philosophical Quarterly 61, no. 4, pp. 317 – 22.
- (1980) "Belief and Acceptance". Midwest Studies in Philosophy V, pp. 533 – 42.
- (1981) "Semantic Innocence and Uncompromising Situations" (with Jon Barwise). Midwest Studies in Philosophy VI, pp. 387 – 403.
- (1981) "Situations and Attitudes" (with Jon Barwise). Journal of Philosophy LXXVII, no. 1, pp. 668 – 91.
- (1986) "From Worlds to Situations". Journal of Philosophical Logic 15, pp. 83 – 107.
- (1986) "Thought Without Representation". Supplementary Proceedings of the Aristotelian Society, vol. 60, pp. 263 – 83.
- (1988) "Cognitive Significance and New Theories of Reference". Noûs 2, no. 2, pp. 1 – 18.
- (1989) "The Prince and the Phonebooth: Reporting Puzzling Beliefs" (with Mark Crimmins). Journal of Philosophy, pp. 685 – 711.
- (1993) "Executions, Motivations and Accomplishments" (with David Israel and Syun Tutiya). The Philosophical Review, pp. 515 – 40.
- (1994) "Fodor and Lepore on Holism". Philosophical Studies, 73, pp. 123–138.
- (2012) "Donnellan's Blocks". Having in Mind (Joseph Almog, Paolo Leonardi eds.).